# Araki Sadao

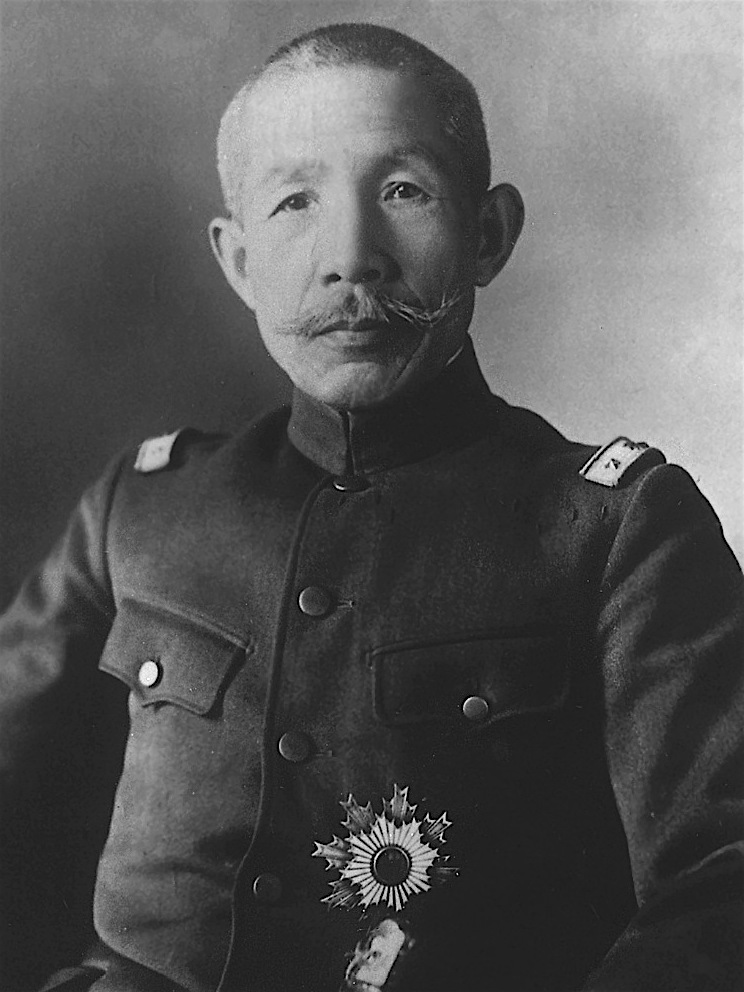
Araki Sadao in Generalsuniform mit dem Orden der Aufgehenden Sonne auf der Brust, zwischen 1933 und 1937.

Araki Sadao (jap. 荒木 貞夫; * 26. Mai 1877 in Tama, Kanagawa (heute Komae, Tokio); † 2. November 1966 in Totsukawa, Landkreis Yoshino, Nara) war japanischer Offizier und übte großen Einfluss in der japanischen Politik der 1930er Jahre aus. Nach dem Abschluss des Studiums an der Armeeoffiziersschule bekleidete er unter anderem diese Posten: japanischer Militärattaché in der Sowjetunion, Kommandant der Kempeitai, Chef der Abteilung 1 im Generalstab, Direktor der Armeeoffiziersschule und Kommandeur der 6. Division. In den Kabinetten von Inukai Tsuyoshi und Saitō Makoto war er Heeresminister.
Araki war ein leidenschaftlicher Anhänger der Kaiserideologie. Als solcher stand er an der Spitze der nationalistischen Gruppe Kōdō-ha, deren Jungoffiziere um Hashimoto Kingorō (橋本 欣五郎) eine Militärdiktatur in Japan anstrebten. Zu diesem Zwecke lösten nationalistisch gesinnte Gruppierungen und die Kōdōha militärisch-politische Zwischenfälle aus, die darauf abzielten, die japanische Regierung unter Druck zu setzen oder zu beseitigen. Zu diesen sog. Zwischenfällen können der März-Zwischenfall von 1931, der Oktober-Zwischenfall (十月事件) vom selben Jahr, der 15. Mai-Zwischenfall (五・一五事件) von 1932 und schließlich der Februar-Zwischenfall von 1936 gerechnet werden. Araki war in diese Zwischenfälle verwickelt – 1931/32 war Araki Heeresminister, 1936 war er Militärberater – und war von den Jungoffizieren ausersehen worden, im Falle eines gelungenen Staatsstreiches an zentraler Stelle seine Macht neben Hayashi Senjūrō (林 銑十郎; seinerzeit Generalinspekteur der Ausbildung) und Masaki Jinzaburō (真崎 甚三郎; seinerzeit stellvertretender Stabschef) auszuüben. Nach dem misslungenen Staatsstreichversuch vom Februar 1936 wurde die Armee von Anhängern der ultranationalistischen Kōdōha gesäubert. In diesem Zuge wurde Araki in die Reserve versetzt.
Araki Sadao war ein resoluter Offizier, der als Politiker ein autoritäres Regime anstrebte. Hatte er bereits 1933 den Austritt Japans aus dem Völkerbund befürwortet, so förderte er als Erziehungsminister (ab 1938) im ersten Kabinett von Konoe Fumimaro und später unter Hiranuma Kiichirō die militaristische Politik und eine militaristische Erziehung der Jugend.
Aufgrund seiner politischen Tätigkeiten wurde der 1877 in Tokio geborene, im Jahre 1933 zum General beförderte und im folgenden Jahr (1934) zum Baron geadelte Araki Sadao vor dem Tokioter Kriegsverbrechertribunal angeklagt und als Kriegsverbrecher der Kategorie A eingestuft. Er wurde zu einer lebenslangen Haftstrafe verurteilt. Er saß im Sugamo-Gefängnis ein und wurde bereits im Jahre 1955 vorzeitig entlassen. Er verstarb 1966.